# ثنائي حلقي(2.2.1)هبتان-2-كربونتريل
ثنائي حلقي(2.2.1)هبتان-2-كربونتريل هي مادة كيميائية مصنفة على أنها مادة شديدة الخطورة في الولايات المتحدة على النحو المحدد في القسم 302 من الولايات المتحدة. قانون التخطيط للطوارئ وحق المجتمع في المعرفة (42 U.S.C. 11002)، ويخضع لمتطلبات الإبلاغ الصارمة من قبل المنشآت التي تنتجها أو تخزنها أو تستخدمها بكميات كبيرة.